# デッカードブラスター

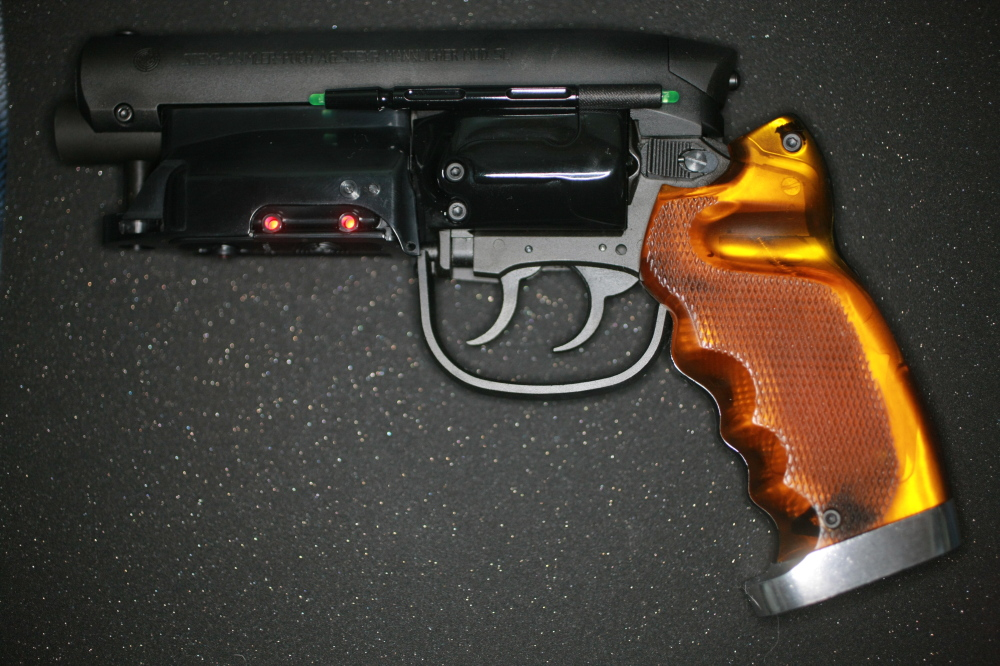
デッカードブラスター（レプリカ）
飛騨高山 留之助商店（「日本で販売されたレプリカ」の節参照）製作のもの

デッカードブラスター（Deckard Blaster）とは、映画『ブレードランナー』、および続編である『ブレードランナー 2049』に登場する架空の銃の名称である。登場作品からブレードランナーブラスター(Blade Runner Blaster)とも呼称される。
「デッカードブラスター」、もしくは「ブレードランナーブラスター」の呼称は公式のものではなく、これ以外の名称で呼ばれることもある。

## 概要
1982年に公開されたアメリカのSF映画、『ブレードランナー』（リドリー・スコット監督）の劇中において、ハリソン・フォード演じる主人公、リック・デッカードが使用した架空の銃器で、劇中では特にデッカードのみが所持・使用しているわけではないが、「デッカードブラスター」の呼称で知られている。
映画の制作に当たっては、美術デザインを担当したシド・ミードが一連の作業の一環としてデザインを行ったが、ミードのものは不採用となり、これを受けて改めて小道具主任のテリー・E・ルイス(Terry E.Lewis)と美術スタッフによって実銃改造のプロップが製作され、現在「デッカードブラスター」と通称されているものが誕生した。これらのプロップは映画製作後行方不明となり、長年に渡って「SF映画に登場する武器」として著名であることに反して詳細が不明な存在であったが、1992年と2006年に現物が発見され、従来は不明であった細部の詳細が判明した。
架空の存在でありながら著名な存在であり、登場作品である『ブレードランナー』はSF映画を始めその後の無数の創作作品に多大な影響を与えたため、この“デッカードブラスター”も多数の作品にオマージュされ、大きな影響を与えた。造形物としての人気も高く、ガレージキットの黎明期から様々なモデラー、およびメーカーがレプリカを製作・販売している。銃本体だけでなく、専用に製作されたホルスターも数多くのレプリカが製作された。
2017年に公開された続編である『ブレードランナー 2049』にも同形のものが登場する。

（後述「#『ブレードランナー 2049』におけるブラスター」を参照）

## 名称
この「映画『ブレードランナー』に登場し、主人公のデッカード他が使っている銃」については、公式な命名がなされていない。アメリカを始めとした海外のファンの間では当初は“Deckard Gun”もしくは“Deckard Pistol”と呼称されており、いつ、どのような経緯で“(Deckard)Blaster”と呼ばれるようになったかは判然としていない。原作（実質的には原案）であるフィリップ・K・ディックの『アンドロイドは電気羊の夢を見るか?』の作中にも“ブラスター(Blaster)”の名称は登場していない。
日本では、1982年の初公開時の映画パンフレットにおいて、
として「ブラスター」の名称で解説されたため、この銃は「ブラスター」と通称されるようになった。その後、1980年代半ばに発売されたガレージキットにおいて「デッカードブラスター」の名称が用いられており、1986年に発行された模型雑誌でも製作記事ではその名称で紹介されている。以後、日本ではガレージキットの製品名に影響される形で“デッカードブラスター”の呼称が定着していった。
他にファンが付けた呼称には「M2019 ブラスター(M2019 Blaster)」（作品の設定年代が西暦2019年であることから）、「M2019 LAPDブラスター(M2019 LAPD Blaster)」「LAPD 2019 ブラスター(LAPD 2019 Blaster)」（“LAPD”とは「ロサンゼルス市警察」(Los Angeles Police Department)の略号で、作品の舞台がロサンゼルスとされていることから）等がある。
「Pfläger Katsumata Series-D Blaster(PKD-Blaster)」という呼称も存在し、“Pfläger Katsumata”とは製造メーカー名もしくは設計・開発者の名である、と解説されていることがあるが、この名称は作品のファンによる二次創作で、原作である『アンドロイドは電気羊の夢を見るか?』の著者、フィリップ・K・ディック(Philip Kindred Dick)の名の頭文字にかけたオマージュである。“Katsumata”の名は、東映動画（現・東映アニメーション）で数多くの作品の演出を手掛けた勝間田具治（かつまた ともはる）に因むとされる。
日本ではあまり用いられていないが、“2019 Detective Special”という呼称もある。これは直接的にはコルト社が1927年に最初のモデルを発売したリボルバー拳銃、コルト・ディテクティブスペシャルに因むもので、刑事警察官や公的機関の捜査官、あるいは私立探偵が好んで用いる、コートやブレザーといった上着の下に隠して携行することが容易な、小型で銃身の短いリボルバー（“スナブノーズ(SNUB NOSE)”と呼ばれる）である。

それら“ディテクティブスペシャル”はハードボイルド小説の中で主役の探偵や刑事のキャラクターを表現するための道具として重要な位置を与えられて登場することが多く、これらの点から、『ブレードランナー』もそのハードボイルドの作風、そして主人公のデッカードはそれらの作品における探偵や刑事としての性格を与えられたキャラクターであることから、これになぞらえて呼称されたものである。
「M2019」や「LAPD Blaster」、「PKD-Blaster」「2019 Detective Special」といった呼称については、個人製作のレプリカ品を発表する際、特にガレージキットを販売する際に用いられている例が多い。これは、無認可で「ブレードランナー」や「リック・デッカード」等の作品固有の名称を使用した場合、著作権侵害の問題が発生することを避けるためである。

（後述「#レプリカ」の項目参照）

## デザイン
『ブレードランナー』の制作にあたり、当初は“ブラックホール・ガン(Black hole gun)”という名称の架空銃が構想されており（後述）、作品全般の美術設定を担当したシド・ミードが作業の一環としてそれに従ったデザインを行っていた。
だが、実際の製作にあたっては、ミードのデザインのうち、リドリー・スコット監督から「近未来的にすぎる」とされたいくつかのものが不採用となっており、プロップの製作が準備されていたミード版のデザインのものも、この際に同様に不採用になったと推定される。ミードはより現実の銃に近いデザインを新たに描き起こしたが、これも採用されなかった。
ミードのデザインが不採用になったため、アシスタントアートディレクターであるスティーブン・デーン(Stephen Dane)が実在の銃を基にしたデザイン画を製作したが、これも採用されなかった。結果、小道具主任のテリー・ルイスが急遽担当することになり、撮影スケジュールに間に合わせるために急ぎ製作された。
製作にあたってリドリー・スコットより出された要望として、作品の根幹である「近未来を舞台としたハードボイルド」の作風に則った、しかし極端に未来的ではない拳銃、という点があった。この要望に従いつつ、まず参考にされたのは映画『マッドマックス』で主人公マックスが用いる並列銃身のソードオフ・ショットガンである。
デザインのイメージを固めるため、ルイスとアソシエイトプロデューサーのアイバー・パウエル(Ivor Powell)は当時最先端とされる銃の資料を集めてデザインの参考とし、更にR・スコットと共にロサンゼルスの銃砲店を廻った。ルイスはそのうちの一軒で見かけた、銃身と機関部のみの状態で展示されていたオーストリアのシュタイヤー・マンリヒャー(ステアー)(Steyr Mannlicher)社製ボルトアクションライフル、 .222 モデル SLに目を留め、これを改造して使うことをスコットに提案し、これが後によく知られる“デッカードブラスター”の元となった。
なお、“ブラックホール・ガン”の設定は限定的にしか使用されず、デッカードの銃は完成した作品では現実に存在する通常の火器と同様のものとして描写されている。

（後述「#ブラックホール・ガンおよび「#デッカードブラスター」参照）。

### シド・ミード版
最初にシド・ミードによってデザインされたものは、近未来的外観の強いデザインであり、例えるなら縦に長いヘアドライヤー様のもので、現実に存在する銃器というよりは「SF映画に登場する光線銃」のイメージに沿ったものである。
コンセプトデザインのデザイン画からは、銃の最後方、円筒形のグリップの上に筒状のカートリッジを収納する設定であったらしきことや、上部に板状のモニタもしくは光像式照準器のハーフミラー様のものがあること、銃身と推測される部分の側面に「753BCRY0.752M」、トリガー様の部分の上に「32」という数字が書かれていること、などが読み取れるが、それぞれどのような意味があるのかは不明である。
第1案のデザインが不採用になり、再度デザインされたものは全体的により現実の自動拳銃に近いデザインになったが、やはり現実に存在する銃器というよりは「光線銃」あるいは「片手持ち式の小型ムービーカメラ」に近いデザインである。
なお、映像作品用プロップの製作を手がけるプロップメイカーにより、シド・ミード版のデザイン（第1案）に基づいたモデルが何度か新たに製作され、パサディナで開催されたミードの個展で展示されたことがある。これらの中には2010年代においても現存しているものがあり、彼のデザインワークスを示すものの一つとして保存されている。

### スティーブン・デーン版

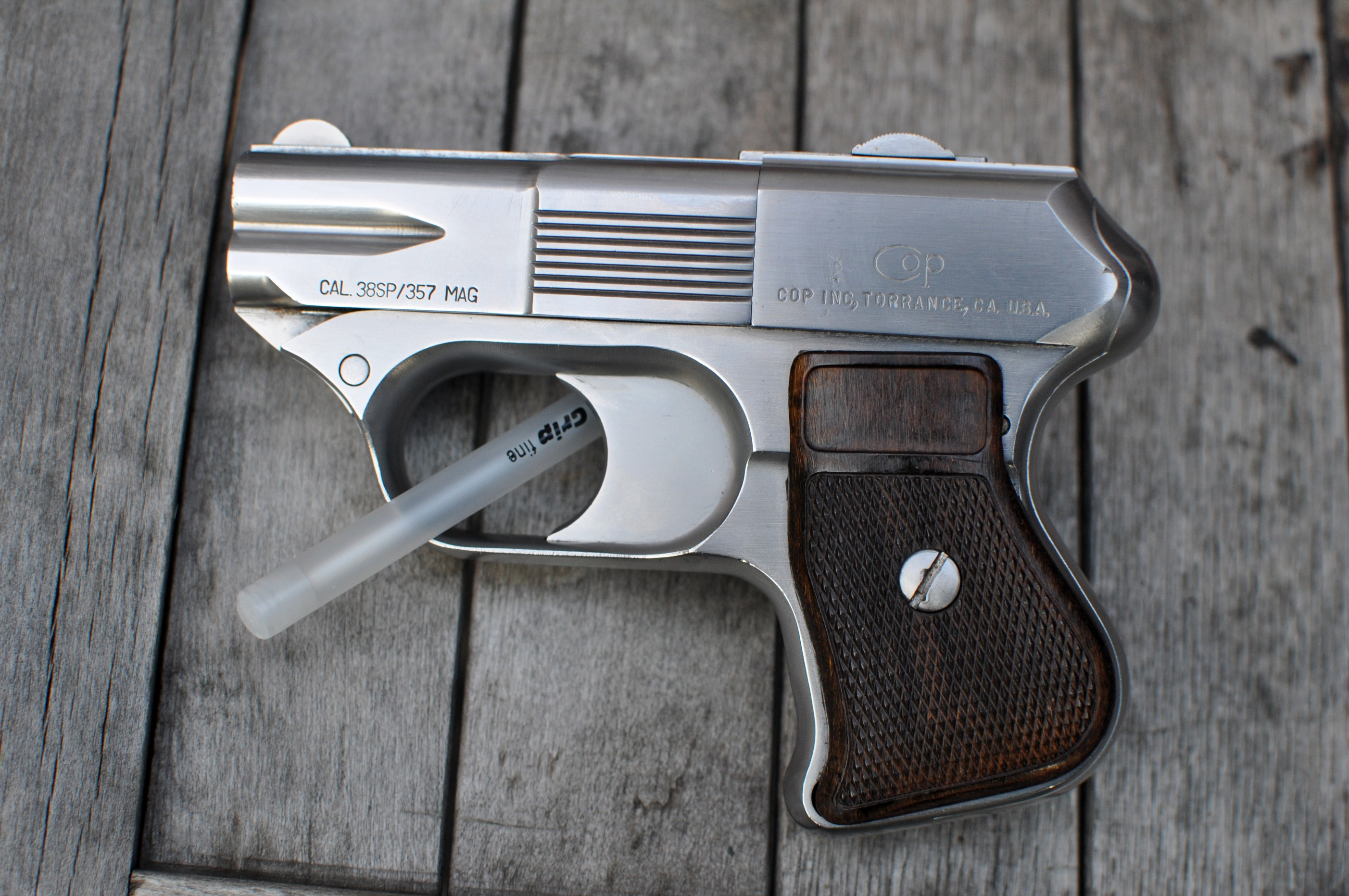
リオンの用いた銃として使われた、COP .357デリンジャー

スティーブン・デーンによるデザインは、COP社の4連装小型拳銃、COP .357を基にしたものである。COP.357の銃身部分のみを流用し、新たにサーベルやナイフの柄に似た、角度が浅く有機的なデザインのグリップが組み合わされている。
デーンのデザインはスケッチのみでプロップは製作されていないが、作品の冒頭部でリオンがホールデンを撃つ銃としてCOP.357が登場するのはこの名残である。

### ブラックホール・ガン
シド・ミード版、およびスティーブン・デーン版のデザインは、当初想定されていた“ブラックホール・ガン”のアイディアに元づいて発注されている。リドリー・スコットは従来のSF映画でよく用いられる「明るい光線を発射するレーザーピストル」という表現を避けたいと考えており、それに代わる全く新しい表現を求めていた。これに対し、特殊効果監修のデイヴィッド・ドライヤー(David Dryer)が考案したものが、“ブラックホール・ガン”である。
これは「強力な分子破壊ビームを発射し、目標に命中すると内部に浸透して命中箇所を分子レベルで破壊する」というもので、画面上ではまったく光を発しない「黒いビーム(Black beam)」が銃から目標に発射され、命中すると身体のどこに当たっても目標は消滅する、という表現が考案された。この方式は、派手な血飛沫や出血を描く必要がない、という点でも良案とされた。
しかし、撮影が開始され、映画の冒頭、リオンがホールデンを銃撃するシーンでこの設定に基づいたシーンを試験的に制作したところ、「ただの暗い筋にしか見えず、劇的効果が得られない」と判断され、このアイディアは構想と試験的制作のみに終わった。
なお、この設定を表現するために美術部門には特別な大型エアーガンの製造が依頼された。また、射撃シーンでは強烈な発光がポストプロダクションによる後入れのエフェクトではなく実際に巨大なフラッシュ用電球を用いて表現され、リオンに撃たれたホールデンが背後のセットを破壊しながら激しく吹き飛ばされるシーンがスタントマンを用いて撮影されている。

### デッカードブラスター

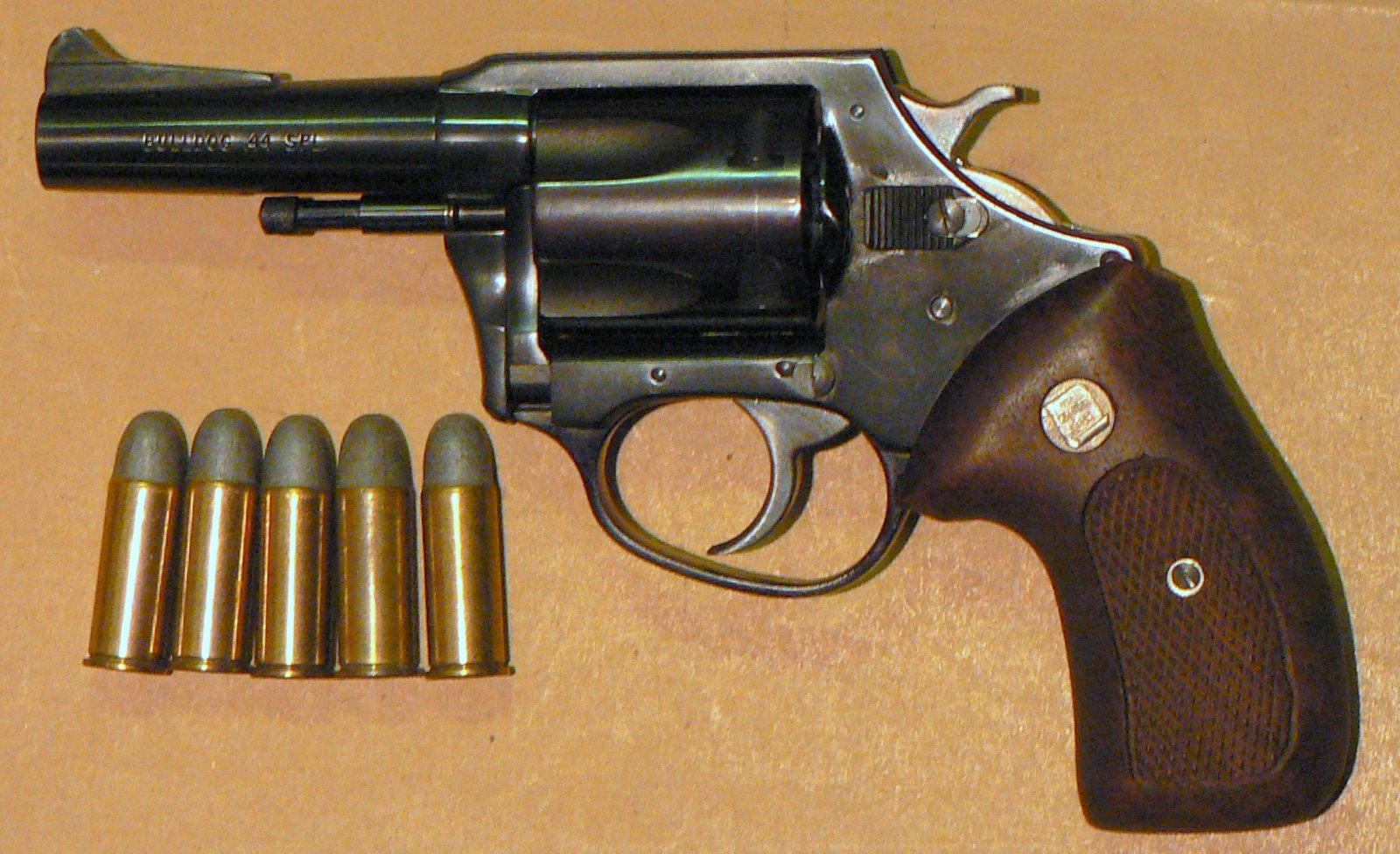
プロップのベースの一方である、チャーターアームズ・ブルドック

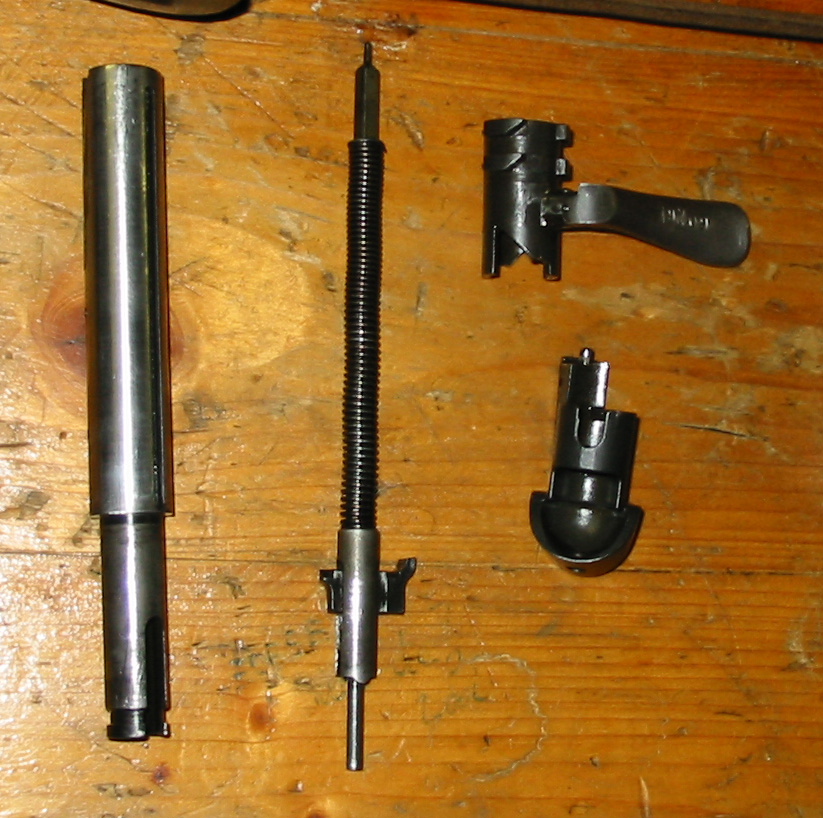
シュタイアー・ボルトアクションライフルのボルト（遊底）部分
画像のものはプロップのベースとされたモデル SLとは口径が異なるシュタイヤー SSGのものだが、サイズが異なる他は形状・構造は同一である。

劇中で実際に使われているもので、通常「映画『ブレードランナー』のブラスター」とはこれを指す。外観上の大きな特徴は、リボルバーの上部にボルトアクションライフルの機関部を結合したデザインになっていることで、特異な点として、引金（トリガー）が前後に2基存在する「二重引金（ダブル・トリガー）」となっていることである。これは前述のシュタイヤー・マンリヒャー .222 モデル SLのデザインが直接的な源流になっている。
オリジナルデザインの架空の銃器であるため、既存の完成形銃器としての実銃は存在しない。劇中で使われているものは、現実に存在する銃器を加工して製作、もしくはそれから形取り複製して製作されたものである。
前述のシド・ミード版やスティーブン・デーン版と異なり、この本採用されたものにはデザイン画やコンセプトモデル等が存在していない。リドリー・スコットの意向に合わせて選定した実銃を、映画制作に間に合わせるために現物合わせで改造して製作したため、そういった作業を行っている時間の余裕がなかったためである。製作にあたっては、小道具主任のテリー・ルイスが中心となって作業を進め、 美術スタッフのデヴィッド・クイック(David Q.Quick)、アーサー・シッピー・ジュニア(Arthur Shippee Jr)、およびジョン・A・スコット(John A. Scott III)の3名がルイスを補助した。

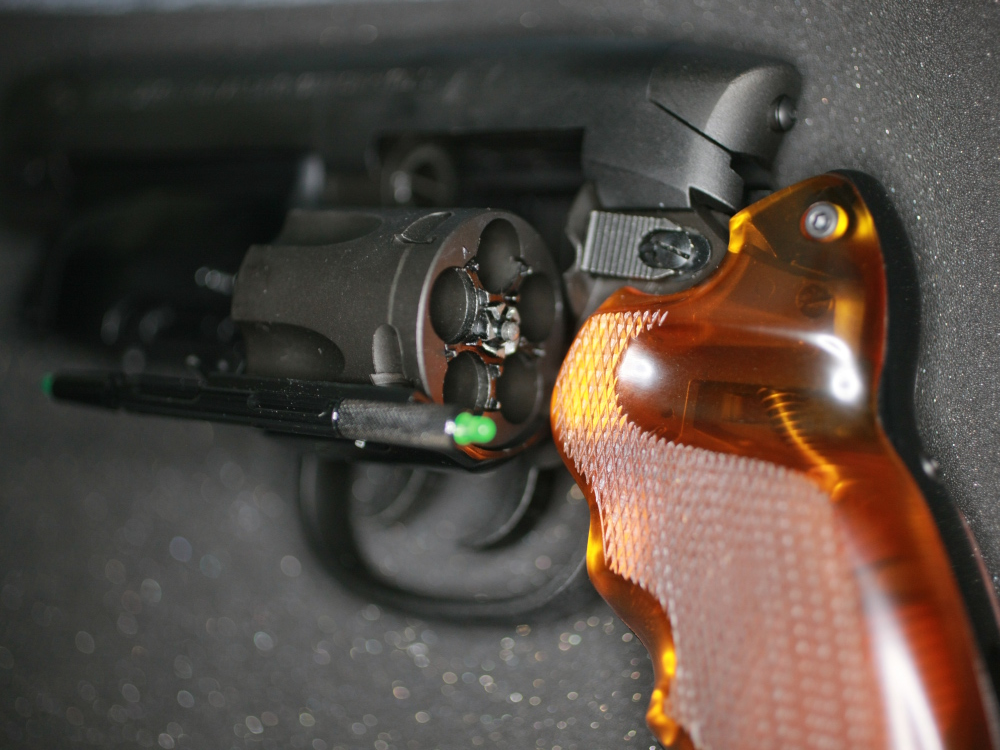
シリンダーをスイングアウトした弾倉部。5連発の回転弾倉となっている
（画像のものは飛騨高山留之助商店製作のレプリカ）

基本となっているリボルバー部分（下半分）はチャーターアームズ社の「ブルドッグ」リボルバーが用いられている。

チャーターアームズ・ブルドッグは主に.44 S&Wスペシャル弾などの大口径弾を用いる、5連発ダブルアクション、フレーム左側に輪胴式弾倉（シリンダー）が振り出される（「スイングアウト」と呼ばれる）方式の、1980年代当時の米国ではオーソドックスな構造の輪胴回転式拳銃である。

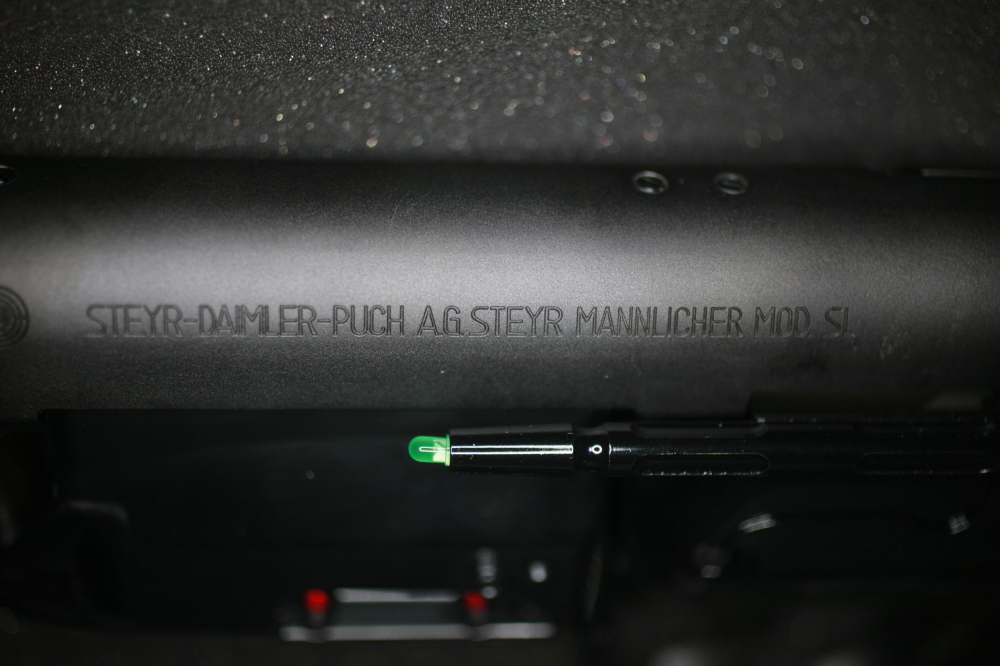
ライフル部左側面の製造メーカー名刻印
“シュタイヤー・マンリヒャー(Steyr Mannlicher)”社の名が刻印されている
（画像のものは飛騨高山留之助商店製作のレプリカ）

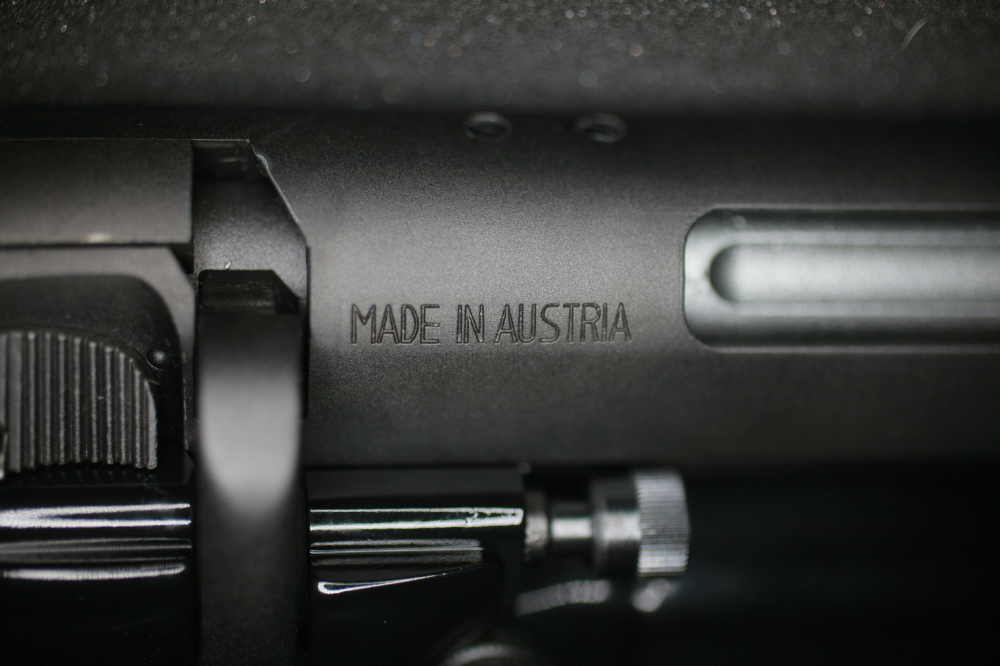
ライフル部右側面には製造国として"MADE IN AUSTRIA"の刻印がある
（画像のものは飛騨高山留之助商店製作のレプリカ）

そして、上部に結合されているのが、オーストリアのシュタイヤー・マンリヒャー社製のモデル SL ボルトアクションライフルの機関部で、更に同ライフルの弾倉部分がリボルバー部の前方に結合されている。

シュタイヤー SLは、主に.222レミントン・マグナム弾や、5.56x45mm_NATO弾としても知られる.223レミントン弾などの22口径小銃弾を用いるバーミント・ライフルで、精密狙撃に適した（しかし外部からの衝撃で暴発しやすい）非常に軽いトリガープル（引金を引ききるのに必要な力）と、外部からの衝撃で容易に暴発しない安全性を両立する為に、射撃用の引金の後方に安全解除用の引き金を別途有する「ダブル・セット・トリガー」と呼ばれる二重引金を有する構成であった。また、銃の右側面に沿うような形状でボルトハンドル（槓桿）が造形されており、同時期の他社のボルトアクションライフルと比較して流麗でスマートな外見を有していた。
これら2つの銃を組み合わせて基礎部分を構築し、加えてシリンダーを金属板で覆い、ブルドッグの元来あったトリガーの前方にダミーのトリガーを追加し、グリップを一回り大きな形状に変更して、大型拳銃様の外観に整えられ、更に電飾が施された。このようにして完成したプロップガンは、2梃分の銃の部品が使われている上に追加の装飾が施されているため、拳銃様のものとしては非常に重いものとなった。
これにより、監督のリドリー・スコットより出された「近未来を舞台としたハードボイルド」の作風に則った、しかし極端に未来的ではない拳銃」という要望に叶ったものが誕生した。

完成したプロップではシリンダー部分の側面は追加された装飾で塞がれており、カバー部分ごとネジ止めされているものの、リボルバーとしてシリンダーをスイングアウトさせること自体は可能になっており、シリンダーには空砲を装填して発火（発砲）することが可能になっているが、ライフル部分は薬室の後端で切断されてリボルバー部分に合体されており、機関部のみで薬室も銃身もないため、弾薬の装填自体が不可能である。ボルトハンドルを操作してボルトを後方に引くことはできるが、元のライフルに比べてボルトの後退距離が短く制限されているため、ライフルからの流用部分には銃としての機能はない。
この「デッカードが使っている銃」には作動機構や仕様に関する公式の設定が存在しないため、「銃身（と思われる部位）が縦に2つある理由」「引金が前後に2基ある理由」は劇中でも公式パンフレット等の解説文等でも説明されていないが、作品のファンには「後方の引金で発砲するリボルバー部と、前方の引金で発砲するライフル部分の2つの発射機構と銃身がある」として解釈されていることが多く、使用弾薬はプロップの製作にあたって使用された実銃から、リボルバー部分が.44 S&Wスペシャル弾、ライフル部分が.223レミントン弾とされており、リボルバー部分の給弾は左にスイングアウトするシリンダー、ボルトアクションライフル部分への給弾はリボルバー銃身の下部に配置された箱型弾倉により行われるとされている。しかし、実銃に倣った構造だと考えた場合、プロップガンのライフル部分には薬室も銃身もないため、弾薬の装填自体が不可能であり、「ボルトアクションライフル部分では実体弾ではなく熱線などの特殊弾を発射する」兵器である、と解釈されている事が多い。

リボルバーの上方にボルトアクションライフルの機関部を合体させる構成を採る事から、後述のレプリカ品には二重引金の後方の引金でリボルバー部、前方の引金でライフル部分の射撃を行う構造として解釈・再現されているものが多く、実銃から型を起こしたものの中には、モデル SLのボルト本体を固定できる安全装置のアクションに至るまでを完全に再現したものも存在する。
また、一般の拳銃に存在する照門・照星（アイアンサイト）は存在せず（強いて言うなら、劇中デッカードがレプリカント・ゾーラに照準時、ブラスターのレシーバー上部先端に埋め込まれた六角ネジの突起をフロントサイトに見立てて照準を合わせようとしている様に見えなくもない）、プロップガンではリボルバー部分のシリンダーを覆うように配置され、スイングアウトに併せて開閉するカバーの上端にある棒状のパーツとボルトアクションライフル部分の弾倉内に複数の電飾ギミックが内蔵されている為、ドット・サイトやレーザー・サイトのような、何らかの光学照準器（オプティカルサイト）を用いて照準する銃器として解釈されている事が多い。
ただし、これらは全てファンによる“解釈”もしくは“考察”であり、作動機構等、公式のものとしてこの銃の仕様や詳細が明記されたことはない。劇中では照準は射手の目視のみで行われ、2基のうち後方の引金のみを用いて発砲されており、シリンダーに弾を装填している描写はなく、ボルトを引いて装填動作を行っているシーンもない。前述「#名称について」にあるように、映画パンフレットには「レーザーガン」と解説されているが、劇中の発砲シーンを見る限りでは現実に存在する銃火器と同じものとして描写されており、前述「#ブラックホール・ガン」のようなエフェクトは入れられておらず、火薬を用いる銃と同じ発砲炎がリボルバー部の銃口からのみ発生している。

## プロップ
プロップの製作にあたり、実銃を改造した発火可能なもの（後述の“ヒーロープロップ”）については、ハリウッドで制作される映像作品において火器関係の特殊効果を担当する火工技術者の一人、ロビー・ノット(Robby Knott)の工房でプロップガンを手がけるガンスミス（銃砲職人）が大部分の作業を担当した。この発火プロップを形取りし、合成樹脂で複製することで無可動のプロップが複数製作された。

### 形状・素材の違い
プロップは、スチル写真等の比較から、2種類、もしくは3種類の素材の違うものを使用していた事が推定できる。2016年現在、実際に撮影に使用されたとされるプロップは2種が現存しており、1つは前項で述べた実銃加工品であり、もう1つはそれを型取り複製して製作されたものである。
※なお、以下の分類での呼称は通称であり、劇中や映画制作時における正式な呼称ではない。
ヒーロープロップ
実銃を直接加工したもので、発火／電飾アクションシーン及びアップ時の撮影用として製作された。銃身下部の箱様の部分（基になったシュタイヤー モデルSLライフルの弾倉部分）やフレーム部の下半分（ブルドッグリボルバーのフレーム部）等、実銃のパーツとプロップとしてアルミ素材により新造された部分とでは大きく質感が違い、鈍い銀色の部分と黒味の強い部分に分かれている。グリップは琥珀をイメージしたクリアーオレンジのアクリル樹脂を削り出して製作されており、グリップを大型化するために追加されたフレームとグリップエンド（台尻）は黒染め処理されたアルミ製で、グリップエンドの側面は磨き出されているため非常に明るい銀色である。
基になったリボルバーの内部機構はそのまま残されているが、デザイン上撃鉄（ハンマー）が外部に露出しておらず、劇中でも引金のみを操作して発砲しているため、作動方式はダブルアクションオンリーとなっている。電飾としてはライフルの弾倉であったパーツにバッテリー（4LR44 6Vボタン型電池を使用）を内蔵し、左右各2個、下面1個の赤色LEDが配置されている他、左側面シリンダーの上部にある棒状の部品（ファンの解釈では「レーザーポインター」とされる）の前後端には緑色のLEDが配置されている。電飾のスイッチは銃の右側面に剥き出しで付けられており、それが画面に映ることを避けるためか、劇中でアップになる場合は極力左側しか映されていない。
このプロップは撮影終了後の所在は不明だったが、2006年に世界SF大会（Worldcon：ワールドコン）にて展示され、話題となった。更に、2009年にはオークションに出品されて話題を集め、高額で落札された（後述「#オリジナルプロップについて」参照）。
スタントプロップ
主にスタントシーンに使うために製作された、型取り複製されたフォームラバー製で、無可動・無電飾の外形のみのものである。デッカードの他、ホールデン、ブライアント、その他一般警官が使用している。
この「スタントプロップ」は、グリップがクリアーオレンジの別体になっている色分けされたものと、銃本体と一体成形され黒一色の物の2種類があり、グリップが黒一色のものは一般警官が携行している。
1990年代に入り現物が発見され、これまでは不明解であった「ブレードランナーのブラスター」の細部の詳細の解明に繋がる貴重な品となった。
2016年現在、実際に撮影で使用されたとされているものが発見、確認されているのは以上の2種、3品だが、これらの他にも製作されていたプロップが存在する、という考察がある。
発砲用プロップ
実銃の部品を使用して製作された、という点では上述のヒーロープロップと同様だが、リボルバー部分だけが実銃の流用で、ライフル部はレジンキャスト製の複製品とした、発砲シーン専用にディテールが簡略化された発火モデルが存在する（ヒーロープロップとはグリップの色が異なる（黒色である）とされている。
通常用プロップ
実銃加工のプロップから型取り複製されたレジンキャスト製で、発火や電飾といった機能はない、アップで写されないことを前提としたプロップがあり、ヒーロープロップは金属製で非常に重い為、役者の負担を軽くし、アクション時の怪我を防ぐ目的で使用されたものとされる。グリップがクリアーオレンジのものと黒色のものがあり、クリアーオレンジのものはデッカードの通常手持ちとして、黒色のものは一般警官が使用しているとされる。
- スタントプロップはグリップの差により2種類があるが、ここでいう「通常用プロップ」とはスタントプロップのことを指している（レジンキャスト製のプロップは存在していないか、少なくとも実際の撮影では使われていない）という考察もある。

存在するとされるこれら2種のプロップは、2016年現在では実際に撮影に使用されたことが確証を持って示される現物が発見されていないため、実在についての真偽は不明である。
真鍮製プロップ
これらの他、“スタントプロップ”と同様に形取り複製されて製作された複製品が存在する。撮影には使用されていないため、定義的な意味での「プロップ」（劇中用品）ではないが、作品の制作にあたり製造されたもので、衣装の一環として“ブラスター”を収めるホルスターを製作するにあたり（後述#ホルスターの項参照）、寸法の選定と収める銃に合わせて形を整えるための中子として使用するためのものである。合金の無垢のために非常に重く、9ポンド6.2オンス（約 4.26 kg）もあった。
この真鍮製プロップはその名の通り真鍮製で、赤味の強い、銅の比率の強いものである。スタントプロップに比べるとディテールがやや甘く、トリガーが造形されておらず、トリガーガード部分が抜かれていない。

### 形状・色の違いに関する考察
ヒーロープロップの形状の違い
ヒーロープロップのグリップエンドはハリソン・フォードの「小指が当たるので構え辛い」という要望により途中から一部が削られており、以後は左右非対称でエッジの緩い現状の形状になっている。また、ヒーロープロップには左側面のシリンダー部の直前にリード線様のコードが伸びているものと、コードがないものの二通りの状態がある。このコードは黒いものと白いものがあるが、いずれもヒーロープロップ以外では確認できず、ヒーロープロップでもシーンによっては存在していない。
- この「白いコード」の有無」については、撮影に使用された際の「コードがない」状態」のものは、上から黒いテープを貼って覆っていたもので、コードを取り外しているわけではないことが、2009年のオークションに出品された際に確認されている。

白いコードとそれを覆っていたテープは、オークションに出品するにあたってレストアされたものでは外されている（別添えの付属品として本体と共に出品された（後述「#ヒーロープロップの発見」参照）。
右側面のシリンダー部を覆うカバー様の装飾を固定しているとみられるネジは、映画製作時に資料用として撮影された写真、および劇中に写っているものではマイナスネジだが、後に発見されたプロップでは“ウィーバーノブ(Weaver knob)”と呼ばれる、ネジ頭がツマミ状になっている特殊なネジになっている。
- 上述のように、劇中、および映画製作に際して撮影されたスチル写真や資料用写真にはウィーバーノブが装着されていないため、映画製作後に補修、もしくは交換という形でマイナスネジから変更されたと推測されているが、いつ、どのような形で変更されたのかについては判明していない。

この他、銃身下の赤いLEDの電飾の施された部分（ライフルの弾倉部であったもの）の側面にある小さなネジやナットの有無など、ヒーロープロップの細部には時期による差異がある。

ヒーロープロップの色味の違い
2006年、および2009年に公開されたヒーロープロップは上半分（基になったシュタイヤー モデルSLライフルのレシーバー部分）と銃身下部の箱様の部分（モデルSLライフルの弾倉部分）やフレーム部の下半分（ブルドッグリボルバーのフレーム部）では大きく質感が違い、全体として鈍い銀色の部分と黒味の強い部分に分かれている。しかし、プロップの完成当初に管理用資料を作成するために撮影された写真では、僅かな色調の違いはあるもの全体が黒鉄色であり、後の2006/2009年に公表されたものよりも黒味が強く、劇中に登場するものも全体が青黒く写っていることから、プロップの完成当初は金属部分は化成処理（ブルーイング）(英語版)の施された状態であり、撮影に使われる過程と経年変化で表面の酸化皮膜が落ちていったと考えられる。

ヒーロープロップとその他の形状の違い
形状を比べてみると、ヒーロープロップとその他のプロップは細部が異なっている。これはヒーロープロップが段階的に修正が加えられた物の最終段階であるのに比べ、それ以外は加工修正の途上段階のものであったと見受けられる。
- ヒーロープロップのグリップエンドは途中から一部が削られているが、通常用プロップとスタントプロップは製作当初のままの形に留まっている。
- 複製プロップにはライフルの弾倉部分であったパーツにLEDと電飾のスイッチがなく、左側面のシリンダー部カバー上方にある棒状のパーツにLEDがついていない。

これらは、各種プロップの製作途中で時間の都合上同時並行的に複製する必要があったか、もしくはディテールが追加されきっていない状態のほうが複製が容易であるために、複数製造する作業の利便性を考えたためであるとも考えられる。デザインが違うと言うよりは、使用用途が異なる事に起因する措置と言う方が正しいと思われる。
- 複製プロップには、ライフルレシーバー部分の上端に凸状の線のようなものがある。これは形取り複製品であることから生じたパーティングライン（成形上、割型注型時の合わせ目から生じた段差の一種）である。

製造上の問題から生じるもののため、この凸線は複製プロップにしか存在しない。そのため、この点に着目すると劇中においてヒーロープロップと複製プロップをどのように使い分けているかをある程度識別することができる。

### オリジナルプロップについて
デッカードブラスターのプロップの詳細は、公開後20年以上に渡って不明であった。監督のリドリー・スコットは、自分の映画に使われたセットや小道具類が他作品に流用されるのを嫌い、撮影終了後に破棄するよう命じており、ブラスターを含めた多くのプロップや車両などが廃棄もしくは行方不明となったためである。後に明かされたところによれば、複数のプロップのうち、ヒーロープロップは制作会社であるラッド・カンパニー所属のプロデューサーであり、プロップコレクターでもあるジェフ・ウォーカーが、スタントプロップと専用ホルスターはアソシエイトプロデューサーのアイバー・パウエルが、撮影後にテリー・ルイスより譲り受けて他の幾つかのプロップと共に保管していた模様である。
『ブレードランナー』ファン、および映画プロップマニアの間では、書籍またはビデオソフトから得られる情報と、「実際に作品制作に使用されたプロップの複製品である」と謳われているレプリカの解析から、シュタイヤー・マンリヒャー社のボルトアクションライフルの一部が用いられているらしいことは早期に推測されており、また「ボルトアクションライフルの一部とリボルバー拳銃を組み合わせたものである」らしきことも推測されていたが、具体的にどの機種の銃を用いたのかについては確定されていなかった。1982年に映画が公開された際には、後に『メイキング・オブ・ブレードランナー』を著したポール・M・サモンにより、アメリカの映画雑誌、『シネファンタスティーク』に「ドイツの信号拳銃を改造したものである」という考察が掲載され、有力な情報とされたこともある。
1992年、『ブレードランナー ディレクターズ・カット』の公開に併せる形で、オリジナルのスタント用プロップが「発見」の形で公表され、それまで不明瞭であった全体のシルエットや各部の構成、ある程度の細部が明らかとなり、それまでにファンの間で行われていた各種の推測や分析をある程度裏付けることになり、考察するにあたっての新たな指標となった。映画公開後10年目にして、ようやく「実際に撮影に使用された実物」が示されたのである。しかし、まだこの段階では基になった実銃について完全には判明しておらず、作品のファンやプロップマニアによる、基になったとされる実銃と比較しての解析や、ファンジンを制作するにあたっての当時の関係者への取材などにより、リボルバー部分はチャーターアームズ社のブルドック・リボルバーであろうことは推定されていたものの、未だ全貌の判明には至っていなかった。
1996年には、サモンにより『メイキング・オブ・ブレードランナー』の文中にて、短いながらも「小道具主任のテリー・ルイスによりオーストリア製のシュタイヤー・マンリッヒャーライフルから製作された」と記述され、「シュタイヤーライフル改造説」の有力な証拠とされた。

### ヒーロープロップの発見
21世紀に入り、所在不明とされていたヒーロープロップが2006年8月23日から27日にかけてロサンゼルスで開催された「第64回世界SF大会 L.A.コンIV（（L.A.con IV: The 64th World Science Fiction Convention）」にて展示され、話題となった。この展示により、従来は不明であった細部のディティールや表面処理、素材の差などが詳細に判明した。更に、ヒーロープロップは2009年4月30日から5月1日にアメリカ・カリフォルニアで映画・演劇関係のオークションを手掛ける、プロファイルズ・イン・ヒストリー(profiles in history)により開催されたオークションに出展され、落札前に出展品として公開されたことで、L.A.コンIVの際に展示された際よりも詳細な細部の分析や寸法の計測が可能になり、更なる情報が判明した。
オークションにはプロップガン本体の他に
- プロップガンの予備銃身、およびモデルSL ライフルのマガジンハウジング（弾倉を装着する部位）を加工した電飾部外装の予備
- 本体から取り外されている電池、および外部に露出している配線とそのカバー用テープ（前述「#形状・色の違いに関する考察#ヒーロープロップの形状の違い」参照）
- プロップガンの製作にあたり使用された実銃の、使用されなかったパーツ（ブルドッグリボルバーの本来の銃身やモデルSL ライフルのボルトの一部等）
- 撮影当時にプロップガンを収めていたガンケース

といった各種付属品も併せて出品された。
オークションの結果、21件の入札があり、事前の予想では10万〜15万ドル（964万〜1446万円）程度で落札されると予想されていたが、予想を大きく上回る$ 225,000（2169万円）で落札された。このオークションの目玉は、2008年に死去した有名なSFプロップのコレクターであるフォレスト・J・アッカーマンの収蔵品より放出された数多くのコレクションであったが、それらのどれよりも高額な落札額となった。Webよりの入札も可能なオークションであったが、会場での入札のみ（電話連絡者含む）でWebからの入札は1件もなかった。
このプロップは、ステージガンとはいえ実物の銃器の部品を合体させて製作されたものであるため、いわゆる「トイガン」ではない。従って、国によってはこのステージガンを個人で所有した場合には法令によって罰せられる国もあるため、たとえ落札したとしても所有できる者は限られることから、入札者は主にアメリカ在住者に偏っていたとのことである。
落札者については公式には明らかにされていないが、マイクロソフトの創設者の一人で、シアトルでScience Fiction Museum and Hall of Fame を運営する、ポール・アレンが落札者である、との噂が流れた。後に、実際の落札者はアメリカのTVプロデューサーであり、プロップコレクターとしても知られるダン・ラニガン(Dan Lanigan)であることが本人から公表されている。
スタントプロップは「発見」後はオリジナルホルスターと共にオークションを通じてポール・アレンが購入し、シアトルにあるScience Fiction Museum and Hall of Fame、およびラスベガスにあるプラネット・ハリウッドに展示されている。Science Fiction Museumにはグリップが別体になっているものが、プラネット・ハリウッドにはグリップが黒一色のものが展示されている。
真鍮製プロップは2016年にインターネットオークション大手のeBayにて販売された。

## ホルスター
プロップガンに併せてホルスターも専用のものが製作された。「Dekcard Holster」「Blade Runner Holster」等と通称される、腰吊り式（ヒップホルスター）、牛革製のクロスドロウ・フロントブレイクタイプで、内部に仕込まれた板ばねで銃を固定する方式である。
このホルスターは、公的機関向けを始め各種の銃器用ホルスターを製造・販売しているアメリカの著名な銃器用ホルスターメーカー、サファリランド(SAFARILAND)社製の大型リボルバー用革製ホルスターであるMODEL 1001を改造したもので、肩吊り式（ショルダーホルスター）のものからショルダーベルトを切断、ベルトループを追加して腰吊り式に改造し、全体の形をプロップガンに合わせて整えたものである。実際に存在する製品の改造だが、作品スタッフが製作したものではなく、サファリランド社に依頼して製作されており、同社のマークと「2000」のモデル番号が入れられている、いわばオフィシャルのパロディモデルである。
なお、劇中ではっきりと写っているシーンは少ないが、デッカード以外の登場人物も彼と同形の銃を肩吊り式のホルスターに収納して携行しており、これらには原型のMODEL 1001がそのまま使われている他、制服警官用にはサファリランド社のMODEL 254 Duty Holsterが使われている。
映画製作の終了後、デッカード専用のホルスターはスタントプロップと共にアソシエイトプロデューサーのアイバー・パウエルが譲り受けて保管していた模様で、1992年の『ブレードランナー ディレクターズ・カット』の公開時にはスタントプロップと共に公表された。その後は両品共にオークションを通じポール・アレンが入手し、Science Fiction Museumの収蔵品になっている。

## 『ブレードランナー 2049』におけるブラスター
2017年公開の続編『ブレードランナー 2049』には、ハリソン・フォード演じるリック・デッカードが引き続き登場し、デッカードの持つ拳銃として前作と同じブラスターが登場する。デッカードの他、劇中後半では主役のK／ジョー（演：ライアン・ゴズリング）が使用している。
公式の設定で明確に名称が定められていなかった前作『ブレードランナー』とは異なり、『ブレードランナー 2049』ではこの銃は公式に「Blaster」という名称になっている。2017年、サンディエゴで開催された第50回コミコン・インターナショナル(SDCC：San Diego Comic-Con International)で行われた展示では撮影で使用された実物プロップが出展・展示され、登場人物が使用した拳銃は「Blaster」の名称で展示されている。映画の日本語版パンフレットにおいても、用語解説である「ENCYCLOPEDIA OF BRADE RUNNER」(TEXT：木川明彦)の中で「Blaster｜ブラスター」の項目名で解説されている。
前作においては制作側による明確な定義がなされなかったために著作権上はグレーゾーンの存在であった“デッカードブラスター”であるが、『ブレードランナー 2049』の製作と公開以後は、前述のように「ブラスター(Blaster)」の固有名称で形状等も含めて明確に定義されて版権管理されており、以前のようなグレーゾーンの存在ではなくなっている。
映画の撮影にあたっては、前作で用いられたオリジナルプロップは既にコレクターの手に渡っているため、改めて撮影用プロップが準備され、発火用やスタント用のゴム製のものなど複数が用意された。このプロップは前述の留之助商店製「留之助ブラスターPRO・リテイラー・エディション」を用いたもので、留之助商店から6梃が代理店を通じてアメリカのプロップ製作を手がける工房であるStudio Artに納入され、美術スタッフによってエイジング（経年変化）加工を施すなどの処理が行われた。そのうち3梃はチャーターアームズ・ブルドッグの実銃にパーツを組み付ける形で発火用プロップの部品として用いられた。これはファンが嵩じて製作された日本発の小規模メーカーのレプリカモデルが実際の本家作品の続編に登用され、プロップとなった極めて稀有な例といえる。
なお、劇中にはこれとは別のブラスターが複数種類登場するが、いずれもこの映画のために制作されたオリジナルのデザインであり、用いられているプロップも、実在の拳銃を元にしたものではなく、合成樹脂その他の素材で製作されたものである。前作のブラスターと同じく、可動部があり電飾の施されたものと無可動ゴム製のスタント用の2種類が製作されているが、前者にも発火機能はなく、発砲炎はCGで製作されて合成されている。

## 映像作品他への影響
この“デッカードブラスター”は「SF映画に登場した架空の武器」として著名なため、映画公開後に多数の創作作品にオマージュされた。
一例としては
- 『Fallout』シリーズ

　ゲーム内にデッカードブラスターをオマージュした武器が登場する。
- Fallout/Fallout 2 - 「.223 Pistol」の名称で登場。
- Fallout: New Vegas - 「That Gun」（「例の銃」の意）の名称で登場する。

- Saints Row IV - ゲーム内にデッカードブラスターをオマージュした「DEK-RD レールピストル」（ヘビーピストルの外見カスタマイズ）が登場する。

がある。
この他にも多数の作品にデザインモチーフ、あるいはほぼそのままの形で登場していることがあり、子供向け玩具にもデザインモチーフとして取り入れた製品が存在する。

## レプリカ
本銃は人気が高い為、様々な個人モデラー、およびモデルメーカーによってレプリカが製作されているが、その実態が非常に不明確なステージガンである事は、特撮映画に詳しいモデラーやマニア、映画関係者などの間では映画公開後から非常に有名な話であった。『ブレードランナー』という作品自体、映画を構成している個々諸々の要素について「どこからどこまでが誰の担当であり、どこからどこまでが誰のどのような権利下にあるのか」を配給会社や制作会社自身が明確に把握していなかったため、この銃に関しても正確にその実態を把握していない（従って版権侵害の主張も難しい）状態であったため、2017年公開の続編である『ブレードランナー 2049』において同様の存在が劇中に登場する（前述「#『ブレードランナー 2049』におけるブラスター」の節参照）までは、事実上の版権フリーに等しい著作権のグレーゾーン状態にあった。『ブレードランナー』に関する商品の商品化権を管理する（マーチャンダイジング）ための版権管理会社（版権申請窓口会社）も設立されたが、正式許諾商品としては作中に登場する“スピナー”のミニカーが発売された程度に留まり、当該会社も映画公開の数年後に清算されている。
従って「1982年公開の映画である『ブレードランナー』に登場する銃」という点に触れない限りにおいては、「ブレードランナー」や「リック・デッカード」等の作品固有の権利名称を冠して販売しないのであれば版権許諾申請の必要はなかった。このため、日本国内外共に「デッカードブラスター(Deckard Blaster)」、あるいは「ブレードランナーブラスター(Blade Runner Blaster)」といった商品名で発売されているものは少ないが、正式に許諾されて版権を取得している商品も存在している。
なお、“映画『ブレードランナー』に登場した銃のレプリカモデル”には、それ自体に著作権が発生しており、奇妙な版権状態にある存在であった。
これらのレプリカは、製品としては
- ビデオソフトやスチル写真、および映画関連書籍といった媒体から、不明確ながら極力情報を解析して劇中に登場したものを再現したもの
- 実際に撮影に使用されたプロップを製作した際に用いられた型より製造された、もしくはプロップより直接形取り複製された、と謳われているもの
- 1992年に発見された“スタントプロップ”および2006年に展示された“ヒーロープロップ”の現物から実際に使用されたプロップの情報を解析して再現したもの
- 「映画『ブレードランナー』に登場した銃」というコンセプトで、オリジナルに則りつつも独自の設定やアレンジを加えた二次創作モデル

に大別できる。
1990年代から2000年代初頭にかけて実物プロップが発見・公開されるまでは、公式の詳細な情報が存在しなかったこともあり、実物プロップと比較すると、全体のフォルムから細部のディテールに至るまで不正確なものが大半であった。実物より複製された、とされているものは、実際にプロップモデルから複製されたのかという点について真偽不明のものが多く、また、細部のディテールが潰れているものが多い。レプリカモデル（スタントプロップのコピーではなく、個人もしくはショップメイドのガレージキットとして製作・販売されたもの）を形取り複製してコピーした海賊版も多数が製造されており、実物の情報が不確かなことを悪用し「実際に使用されたプロップの複製品」として販売されたものが、海外および日本国内に多数流通していた。
1997年にアメリカのプロップメイカーであるリチャード・コイル(Richard Coyle)が製作したものは「Richard Coyle Model」と通称されており、これはプロップガンを作成するにあたり使用されたとされる実銃を型取り複製して実際のプロップと同じ組み合わせて製作したもので、劇中のデッカードブラスターに最も近い物であるとされていたが、作りはかなり大雑把で、目の肥えたプロップマニアには不評だった。コイルはその後もSFプロップ研究家のフィル・ステインシュナイダー(Phil Steinschneider)と共同でオリジナルプロップの解析とプロップガンの再現に取り組み、2011年にはほぼオリジナルプロップと遜色のないレプリカを完成させている。
リチャード・コイルと並び、デッカードブラスターのレプリカ製作者として著名なリック・ロス(Rick Ross)の運営するアメリカのプロップレプリカメーカー、ドッペルゲンガー・プロダクション(DOPPELGÄNGER PRODUCTIONS)からは、アレンジを加えたオリジナルモデルが発売されており、実際には存在しない（劇中には登場せず、公式の設定画等もない）バリエーションモデルが発売されていた。
プロップに関する詳細な情報が判明した後には、プロップの製作に使われたものと同じ実銃を、プロップと同様の手順で改造してレプリカを製作した者も存在する。ディスカバリー・チャンネルの人気テレビ番組『怪しい伝説』の司会者の一人として知られ、プロップ／モデルメーカーとしても著名なアダム・サヴェッジの製作したものが有名である。
また、プロップガン同様、ホルスターも多くのレプリカモデルや、原型のMODEL 1001を改造した個人製作のレプリカが作られている。実際に劇中で使用された“デッカードブラスター”だけではなく、シド・ミードデザインの初期案（「ブラックホールガン」「コンセプトブラスター」等の製品名がつけられている）を立体化したモデルも発売されている。

### 日本で販売されたレプリカ
本銃は日本でも人気の高い架空の銃器であることから、海外産の輸入品の他にも国内でも数多くのレプリカが個人、もしくは小規模メーカーによって製作・販売された。
それらの中でも、特撮関連のフィギュアの原型を数多く手がけた著名な原型師、白岩Hayes(Siraiwa Hayes.「那由侘」の名義でも知られる)がリボルバータイプのモデルガンを流用して製作した、通称「白岩ブラスター」が、明確な資料のない時期に製作されたものながら、その完成度の高さから著名である。

2006年に“ヒーロープロップ”が公開されて詳細が判明した後は、これを直接取材して解析し、可能な限り再現したレプリカが製作されるようになり、日本におけるデッカードブラスター研究の第一人者として知られる造形作家、高木亮介が製作した「高木ブラスター」、『ブレードランナー』およびデッカードブラスターの熱烈なファンとして知られ、SFX研究の第一人者であり映画ジャーナリストでもある中子真治が経営するアート・トイとムービー・グッズのギャラリー／販売店、飛騨高山 留之助商店より発売された「留之助ブラスター」が、再現度の高さと品質の高さから日本国内のみならず海外でも知られており、2017年に公開された続編『ブレードランナー 2049』では、留之助商店の製品が実際の撮影用プロップとして採用されている。

（前述#『ブレードランナー 2049』におけるブラスターを参照）
- 以下は日本国内で製作・販売されたもの、もしくは海外製のうち日本で発売されたものについて記した。海外製品にはこれ以外にも多くのレプリカモデルが存在している。「ガレージキット」という形で発売されたものが多く、その性格上明確な製品名が存在しないものもあり、項目名は発売元の名称で記載した。

#### モデルガン・エアソフトガン
Elfin Knights Project
「TAKAGI TYPE BLASTER 高木型弐〇壱九年式爆砕拳銃」
2014年発売。“高木式”の名は、発売元のElfin Knights Projectの主催であり、デッカードブラスター研究の第一人者として名高いモデラー、高木亮介が設計・原型製作を手がけていることから。
後述のM2019　BLAST-PISTOL（通称「高木ブラスター」）の製作実績を元に、遊戯銃製造メーカーである(株)MULEが生産を担当し、発火可能なモデルガンとして制作された。
「MOS-BLASTER」
2009年発売。純粋なトイガンではなく、同ブランドが製造・発売したレプリカモデルの設計を基に、中折れ式の機構として、クラフトアップル(CAW)社製のモスカートを使用できるようにした製品である。
ダイキ工業
2014年に「髙木式 Blaster Gun'」の商品名で樹脂製一体型モデルを発売。商品名としての正式名称は「髙木式 Blaster Gun ＜ 無可動 ABS・PVC Ver.＞」となる。
後述のElfin Knights Project製「M2019 BLAST-PISTOL Type Solid」を元に、素材をABS樹脂及びPVC製に変更した無可動モデルである。
ハートフォード
トイガンメーカーのハートフォード社は、自社製のモデルガンやタナカワークス社パテントのBB弾発射システムを元にして、ブラスターに外観が極めてよく似たデザインのモデルガン・エアソフトガンを、2003年より「M2019 C.S. ブラスター」の商品名で生産・販売していた。ベースにしている銃の大きさや形状が異なるため、プロップとはその点に比例してサイズ、ディティール等が異なる。
また、『ブレードランナー』のファンフィルムである『ザ・ブレードランナー・クロニクルズ』を制作・監督したノーランド・コリンズ(NoeLand Collins)によってデザインされたオリジナルデザインの短銃身型が「M2019C.S.B. SNUB NOSE」の商品名で発売されている。
組み立てキット版バージョンはアメリカの映画関連レプリカショップであるMonsters in Motionによって「M2019」の商品名でアメリカでも販売された。
飛騨高山 留之助商店
2010年「留之助ブラスター PRO」の名称で発売。後述の「留之介ブラスター」を基に、遊戯銃メーカーのマルシン工業への委託生産により、完成品モデルガンとして発売されたもの。「Tomenosuke Blaster PRO Ultimate Evolution」の名称で海外にも輸出された。
ヒーロープロップを元にした「留之助ブラスターPRO ヒーローモデル」に加え、警官用スタントプロップを元にした「留之助ブラスターPRO ポリスモデル」(個数限定生産品)の二種類が発売された。その後も改良を重ね、2013年には“ワーコン・モデル”、2014年には“リテイラー・エディション”が発売されている。2017年には“リテイラー・エディション”が続編の撮影用プロップに採用された（後述「#『ブレードランナー 2049』におけるブラスター」参照）ことを記念し、仕様を一部変更した廉価版の「留之助ブラスター 2049」が完成品と組み立てキットモデルの2種類が発売された。
- 2013年には型取り複製し樹脂製の無可動無電飾モデルとした「留之助ブラスター ラバーガン」も発売されている。

Fullcock（アルゴ舎）
「TAKAGI Type M2019 Water Blaster 高木型 弐〇壱九年式 爆水拳銃」の名称でポリスチレン製水鉄砲を発売。
上述のElfin Knights Project製「TAKAGI TYPE BLASTER 高木型弐〇壱九年式爆砕拳銃」を原型として開発されたもので、手動式ポンプを内蔵した廉価型の水鉄砲として設計されており、トリガー部以外は無可動（トリガーは前後一体で可動する）の単純な無塗装樹脂製左右貼り合わせモデルだが、グリップ部は別体部品となっている。
2017年に本体を濃いスモークグレー、グリップをクリアーオレンジの成形色とした「クリアブラック」と本体を薄いスモークグレー、グリップをクリアーブルーの成形色とした「クリアシルバー(グレー)」の2種類を発売、同年には本体を金属色の塗装仕上げとし、各所のLED部を塗り分けた塗装済の本体に、ライフル弾倉部側面のLEDをラインストーンで再現した「TAKAGI Type M2019 Water Blaster 高木型 弐〇壱九年式 爆水拳銃 豪華塗装版」も数量限定で発売され、通常版と同様、黒色塗装とした「Black Ver. ブラック仕様」および銀色塗装とした「Silver Ver. シルバー仕様」（両製品ともグリップは通常版と同じクリア成形の無塗装樹脂製のままとなっている）の2種が発売された。
2019年には金型を改修して細部の造形を変更し、トリガーパーツの材質を変更、ライフル弾倉部側面および本体左側面の“レーザーサイト”部のLEDを別パーツにより再現した（ライフル弾倉部底面のLEDは塗装により表現されている）「髙木型弐〇壱九年式爆水拳銃 Vol.1.5」が発売され、本体をスモークグレー、グリップをクリアーオレンジの成形色とした「成型色 クリアブラック」、本体を金属色の塗装仕上げとし、グリップは成型色版と同じクリア成形の無塗装樹脂製とした「塗装版 スチールブラック」の2種が発売された。

#### ガレージキット
無可動、もしくは一部可動、及び電飾等が内蔵できるガレージキットとして、ガレージキット黎明期から数多くモデル化されている。
ADVEN
1987年、「SSGブラスター」の名称で発売。日本国内で製作・販売されたものとしては最も古いものの一つとされているうちの一つ。資料の少ない状態での模型化のため、全体のフォルムやディティールは実際のプロップとは異なっている。
- “SSGブラスター”の名称は、詳細判明前はプロップの製作にはシュタイヤー・マンリヒャー社のボルトアクションライフル、Steyr SSGが用いられた、とされていたことから。

同ブランドからは複数回模型化されており、“SSGブラスター”以外の名称で発売されたモデルもある。2008年には、素材をアルミ鋳物とした無可動金属製モデルガンが「ADVEN文鎮シリーズ アルミ製・ブラスター」の名称で発売されている。
- この他、2007年にシド・ミード版のブラスターの金属製（一部樹脂製）レプリカが“文鎮シリーズ”の1つとして発売されている。

Elfin Knights Project
M2019　BLAST-PISTOL
通称「高木ブラスター」。2007年発売。2006年に入り公表された“ヒーロープロップ”の写真を解析して製作された。2010年には改訂版が「Ver.2」として発売された。
M2019 BLAST-PISTOL Type Solid
製品名としては最後に「＜無可動＞」の文字が付く。黒色ウレタンキャスト製の無可動一体型モデル。黒色一体成型のモデルに加え、グリップをオレンジ色の半透明樹脂とした「Ver1.5」、およびその組み立てキットモデルである「Ver.1.5 KIT model」が発売された。
OZ　SHOP
1986年、「BLADE・RUNNER 1/1BLASTER・Gun」の名称で発売。原型製作：千葉延雄／高橋清二。
- 日本国内で販売されたものとしては最も古いものの一つとされているうちの一つ。

OFF-WORLD MFG
2006年「Blade Runner Blaster M2019 1/1 Prop Replica」の名称で発売。LEDによる電飾機能を内蔵可能。銃身部の刻印は「L.A.P.D MODEL 2019 B.R.U. 10MM CASELESS」となっている。
販売はアメリカの映画関連レプリカショップであるMonsters in Motionによって行われている。2009年には改訂版が発売された。
グッド・ビレッジ
1984年発売。“映画『ブレードランナー』のブラスター”のモデルとしては、日本で最初に製作・販売されたとされているガレージキットモデル。ディスプレイモデルの他に、既存のモデルガンを組み込んで発火式とすることができるキットモデルが存在する。
- モデルキットの他、製作にあたり各種資料より推計したという設計図（寸法図）が販売されており、この図面はその後日本において、個人でレプリカを製作にするにあたり多々参考にされていたとされる。

JUPITER PRODUCTIONS
「2019 Rick Deckard's Blaster」の名称で販売。アメリカの映画プロップレプリカメーカーの発売したコレクションモデルで、正式な版権を取得している公認レプリカである。日本では外国産ガレージキットの輸入販売代理店である、MONSTEREGG（もんすたぁえっぐ）によって販売されていた。
- 発光及び効果音ギミックが内蔵されたタイプとそれらがオミットされているディスプレイタイプが存在している。

DOPPELGÄNGER PRODUCTIONS
1997年より「PFLÄGER/KATSUMATA SERIES-D ブラスター POLICE SPECIAL」の名称で販売されていた。細部や刻印などは必ずしもプロップモデルに準拠しておらず、映画『ブレードランナー』の世界観に則ってデザインされたオリジナルモデルの色彩が強い。バリエーションとしてオリジナルデザインの短銃身型である「SNUB NOSE BLASTER」(海外版の商品名は“"snubby" blaster)も発売された。
原型製作はこの“映画『ブレードランナー』の劇中に登場する銃”に「Pfläger Katsumata Series-D Blaster(PKD-Blaster)」という名称を創作した、DOPPELGÄNGER PRODUCTIONSの代表でもある RICK ROSS の名がクレジットされている。
- 全体を小型化して短銃身化した「"snubby"」の他、日本国内では発売されていないが、劇中モデルを元にした通常モデルの他、2006-2007年には大型化のアレンジを加えた「"magnum"」、光学照準器とサプレッサーを装着した「"Enforcer"」が発表されていた（いずれも実際にプロップとして製作されたものではない、Rick Rossによるオリジナルデザインである）。これらのアレンジモデルは2012年にはアレンジを変更してデザインを一新した新たなモデル3種が「PKC兵器 PFLÄGER KATSUMATA CORP」のブランド名で発表され、翌2013年より「PFLÄGER KATSUMATA CORP PK SERIES D-MODELS」のシリーズ名で発売されている。

ビーグル
「2020 L.A.P.D.警察GUN」の名称で発売。前述のElfin Knights Projec製 高木型爆砕拳銃の発売以前に高木亮介が設計・原型製作を手がけたモデル。発売時期により4種の製品が存在し、無可動もしくはトリガーのみが可動する初期製品（「Ver.1」「Ver.2」と通称される）とトイガンメーカーのカナマルより発売されていたチャーターアームズ・ブルドッグ.44のエアソフトガンが内蔵できる後期製品（「Ver.3」「Ver.4」）が存在する。後期製品はマガジンハウジング側面の電飾も再現されている。
飛騨高山 留之助商店
2008年「留之助商店 オリジナル 1/1スケールブラスターレプリカ」の名称で発売。通称「留之助ブラスター」。原型製作：徳信尊。
完成品の他に組み立てキットモデルも発売された。後に「留之助ブラスター PRO」として仕様を変更し、完成品モデルガンとして改めて発売され（前述#モデルガン・エアソフトガンの項目参照）、以後はガレージキットモデルは「留之助ブラスター OG」と呼称されている。 2017年には「留ブラPRO・リテイラー・エディション」を基に、型取り複製したパーツを色分けされたレジンキャストで構成した無可動モデル「留之助ブラスター 2049 スタント」（正式な商品名は「留之助ブラスター 2049 スタント 組立キット」）が塗装済組み立てキットとして発売された。
- これらのモデルの他、上述のL.A.コンIVで展示されたオリジナルプロップを入念に取材した成果を元に、造形家の島田英承が製作を手掛けたアーティストプルーフ（通称「AP」、2009年発売告知）は、全体のバランス、ディティール共に最高のモデルとなっているが、諸事情により実際に発売されることなく絶版となり、幻の製品となった。

### その他
2018年に発売された『ブレードランナー2049』のブルーレイソフトのプレミアムボックスには、特典の一つとして作中に登場したデッカードブラスターのレプリカとディスプレイスタンドが同梱された。
これはアメリカの映画作品関連のキャラクターグッズメーカーであるNECA(National Entertainment Collectibles Association)が製作を担当したもので、レジンキャスト製の無可動・塗装済みモデルとなっているが、本体はスタンドと接合されていて取り外し不可能なものとなっており、スタンドと共に飾っておくためのディスプレイ専用モデルとなっている。
2010年代に入ると、3Dプリンターの普及によりこれを用いて製作されたガレージキットも発売されている。